# ジョセフ・ハワード
ジョゼフ・ハワード(Joseph Howard, OBE 1862年 - 1925年5月20日)は、イギリス自治領マルタの政治家。1921年から1923年まで、マルタの首相を務めた。